# Haplochromis venator
Haplochromis venator es una especie de peces de la familia Cichlidae en el orden de los Perciformes.

## Morfología
Los machos pueden llegar alcanzar los 17,8 cm de longitud total.

## Distribución geográfica
Se encuentra en el lago Nabugabo (África).